# Kanton Provenchères-sur-Fave
Provenchères-sur-Fave is een voormalig kanton van het departement Vosges in Frankrijk. Het kanton maakte deel uit van het arrondissement Saint-Dié-des-Vosges.

## Geschiedenis
Het kanton is in 1871 gevormd nadat een deel van het kanton Saales middels het Verdrag van Frankfurt geannexeerd werd en deel werd van het Reichsland Elzas-Lotharingen van het Duitse Keizerrijk. De overige gemeenten werden omgevormd tot het kanton Provenchères-sur-Fave. Toen na de Eerste Wereldoorlog Elzas-Lotharingen geannexeerd bleven de kantons gescheiden. Het kanton werd op 22 maart 2015 opgeheven en de gemeenten werden opgenomen in het op die dag gevormde kanton Saint-Dié-des-Vosges-2.

## Gemeenten
Het kanton Provenchères-sur-Fave omvatte de volgende gemeenten:
- Le Beulay
- Colroy-la-Grande
- La Grande-Fosse
- Lubine
- Lusse
- La Petite-Fosse
- Provenchères-sur-Fave (hoofdplaats)